# A Gasoline Wedding
A Gasoline Wedding é um curta-metragem norte-americano de 1918, do gênero comédia, estrelado por Harold Lloyd.

## Elenco
- Harold Lloyd - Garoto
- Snub Pollard
- Bebe Daniels
- William Blaisdell
- Sammy Brooks
- Lige Conley (como Lige Cromley)
- William Gillespie

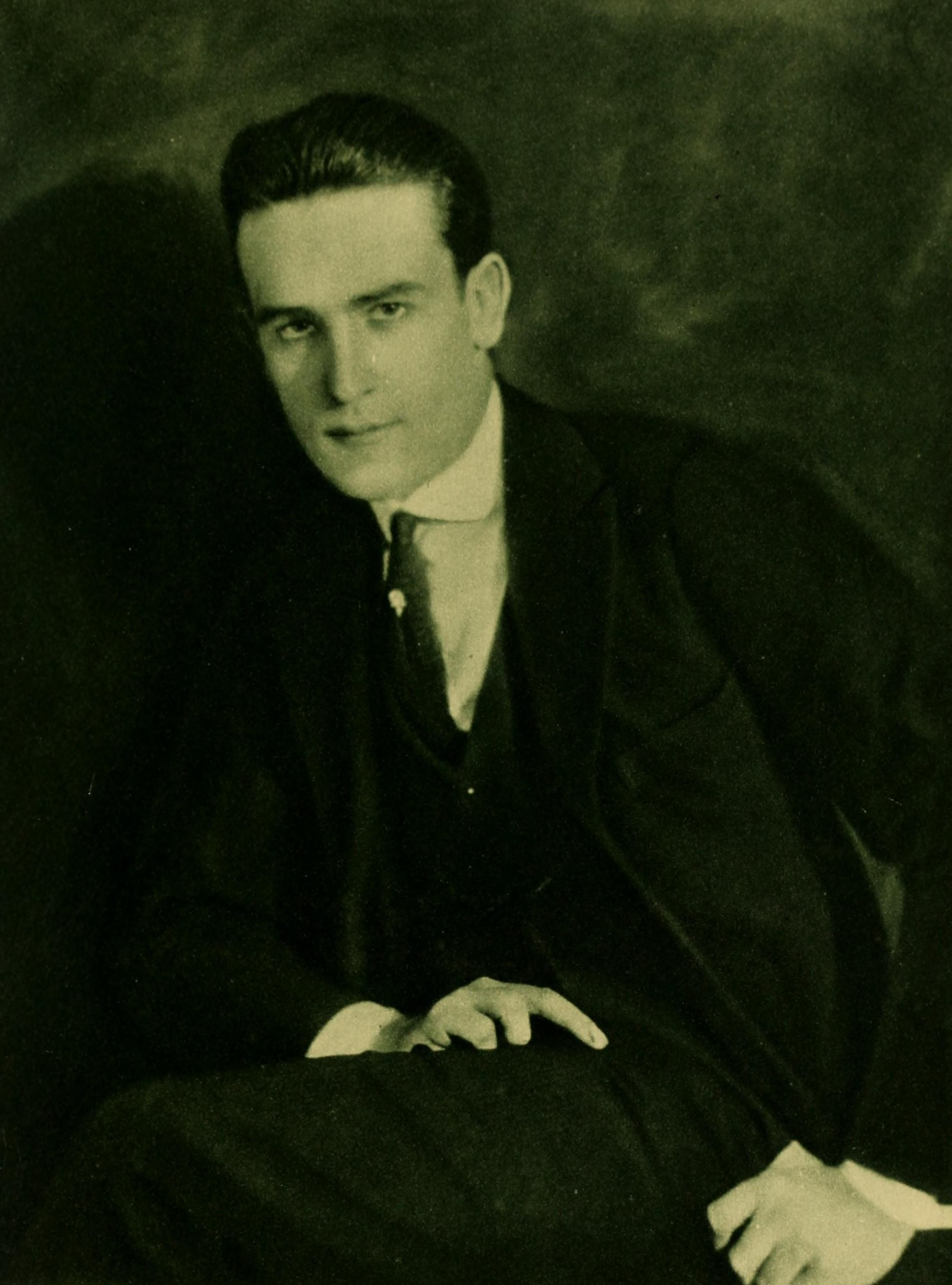
Harold Lloyd

- Maynard Laswell (como M.A. Laswell)
- James Parrott
- William Strohbach (como William Strawback)